# Punta Perfil
La Punta Perfil o punta Intersección (en inglés: Crosscut Point) es un cabo que marca el extremo norte de la isla Vindicación del archipiélago Candelaria en las islas Sandwich del Sur. Se ubica en el noroeste de la isla, en frente de la roca Perfil y otros islotes rocosos pequeños e innominados, en dirección a la roca Sierra y la roca Santa. Tanto la punta como las rocas lindantes se caracterizan por su forma dentada y por tener numerosas grietas en forma de cortes estratificados.
En la roca Perfil se ubica uno de los puntos que determinan las líneas de base de la República Argentina, a partir de las cuales se miden los espacios marítimos que rodean al archipiélago.

## Toponimia
La punta fue cartografiada y nombrada en 1930 por el personal de Investigaciones Discovery del buque británico RRS Discovery II. Fue llamada así por los numerosos cortes transversales de las rocas que han resistido la erosión y producido esta formación irregular. Luego, hacia 1952, el topónimo fue traducido al castellano como punta Intersección o punta Perfil.
La isla nunca fue habitada ni ocupada, y es reclamada por el Reino Unido como parte del territorio británico de ultramar de las Islas Georgias del Sur y Sandwich del Sur y por la República Argentina, que la hace parte del departamento Islas del Atlántico Sur dentro de la provincia de Tierra del Fuego, Antártida e Islas del Atlántico Sur.